# Hrastje ob Bistrici
Hrastje ob Bistrici je naselje v Občini Bistrica ob Sotli.